# Meziboří
Meziboří (in tedesco Schönbach) è una città della Repubblica Ceca facente parte del distretto di Most, nella regione di Ústí nad Labem.

## Amministrazione

### Gemellaggi
- Sogliano al Rubicone